# Fosse du Marais
La fosse du Marais de la Compagnie des mines d'Anzin, est un ancien charbonnage du bassin minier du Nord-Pas-de-Calais, situé à Valenciennes. Commencée en 1782, soit un an avant les travaux de la fosse de la Bleuse-Borne, la fosse du Marais est une fosse d'extraction qui a vu, après une vingtaine d'années de service, s'ouvrir à quelques centaines de mètres d'elle la fosse de l'Écluse, en 1805. Toutes deux ont exploité le « plat du Marais » et ont été définitivement abandonnées, serrementées et comblées en 1834.
Durant le XIXe siècle, le carreau de fosse a été inclus dans l'emprise du triage de la gare de Valenciennes. Au début du XXIe siècle, Charbonnages de France ne matérialise pas la tête du puits du Marais, mais installe à neuf mètres de son emplacement présumé une borne de présence.

## La fosse

### Fonçage
Le fonçage du puits de la fosse du Marais est commencé par la Compagnie des mines d'Anzin en 1782 dans la partie nord du finage communal de Valenciennes, à l'extérieur des fortifications, dans la concession de Raismes. Un an plus tard, en 1783, la compagnie commence à Anzin les travaux de la fosse de la Bleuse-Borne,, à 1 170 mètres au nord-ouest, connue pour sa très longue durée de vie.

### Exploitation
Le puits a un diamètre de 2,50 mètres, comme les autres puits creusés à cette époque à Valenciennes. Celui-ci compte en fin de carrière sept accrochages, dont le premier est situé à la profondeur de 107 mètres.
En 1791, la Compagnie des mines d'Anzin possède vingt-cinq puits d'extraction servant ou prêts à servir, trois puits en tentative ou en souffrance, huit puits d'épuisement avec machine à feu et un en cours d'exécution ou en souffrance, soit un total de trente-sept puits, onze de plus que lors de sa fondation en 1757,.
La fosse de l'Écluse est entreprise en 1805 à environ 325 mètres à l'ouest de la fosse du Marais, à proximité immédiate de l'Escaut. Ces deux fosses ont exploité le « plat du Marais », une veine de charbon,
Le puits du Marais, profond de 238 mètres, est serrementé dans sa partie courante, et remblayé en 1834, la même année que le puits de l'Écluse, à la période même où l'exploitation minière se développe considérablement sur Denain,,.

### Reconversion
Après la fermeture de la fosse du Marais, le carreau de fosse, assez éloigné du centre-ville, a été utilisé comme les terrains alentour pour établir le triage de la gare de Valenciennes.
Au début du XXIe siècle, Charbonnages de France ne matérialise pas la tête du puits du Marais, mais installe à neuf mètres de son emplacement supposé une borne de présence. Le BRGM y effectue des inspections chaque année.

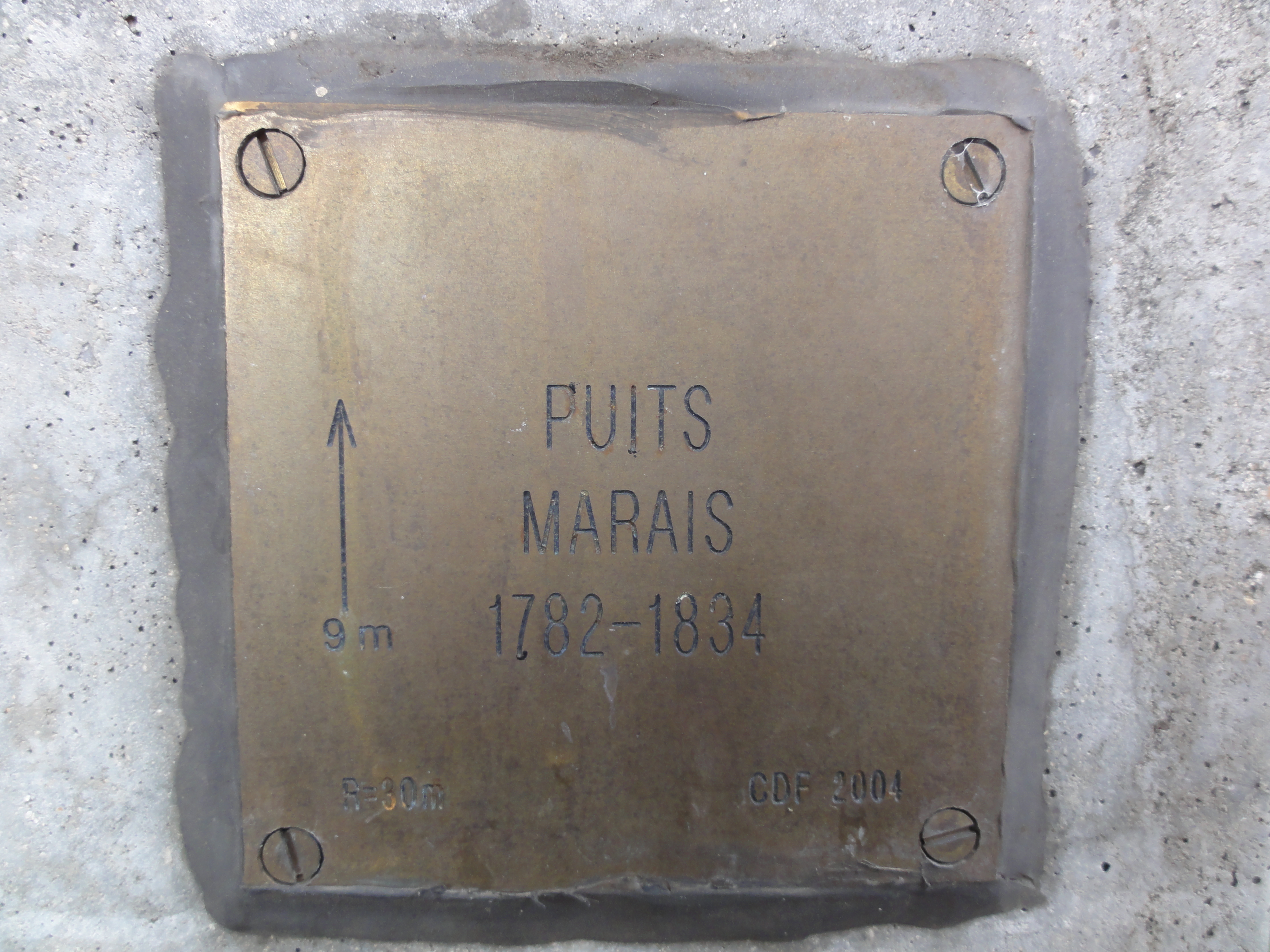
« Puits Marais, 1872-1834 ».
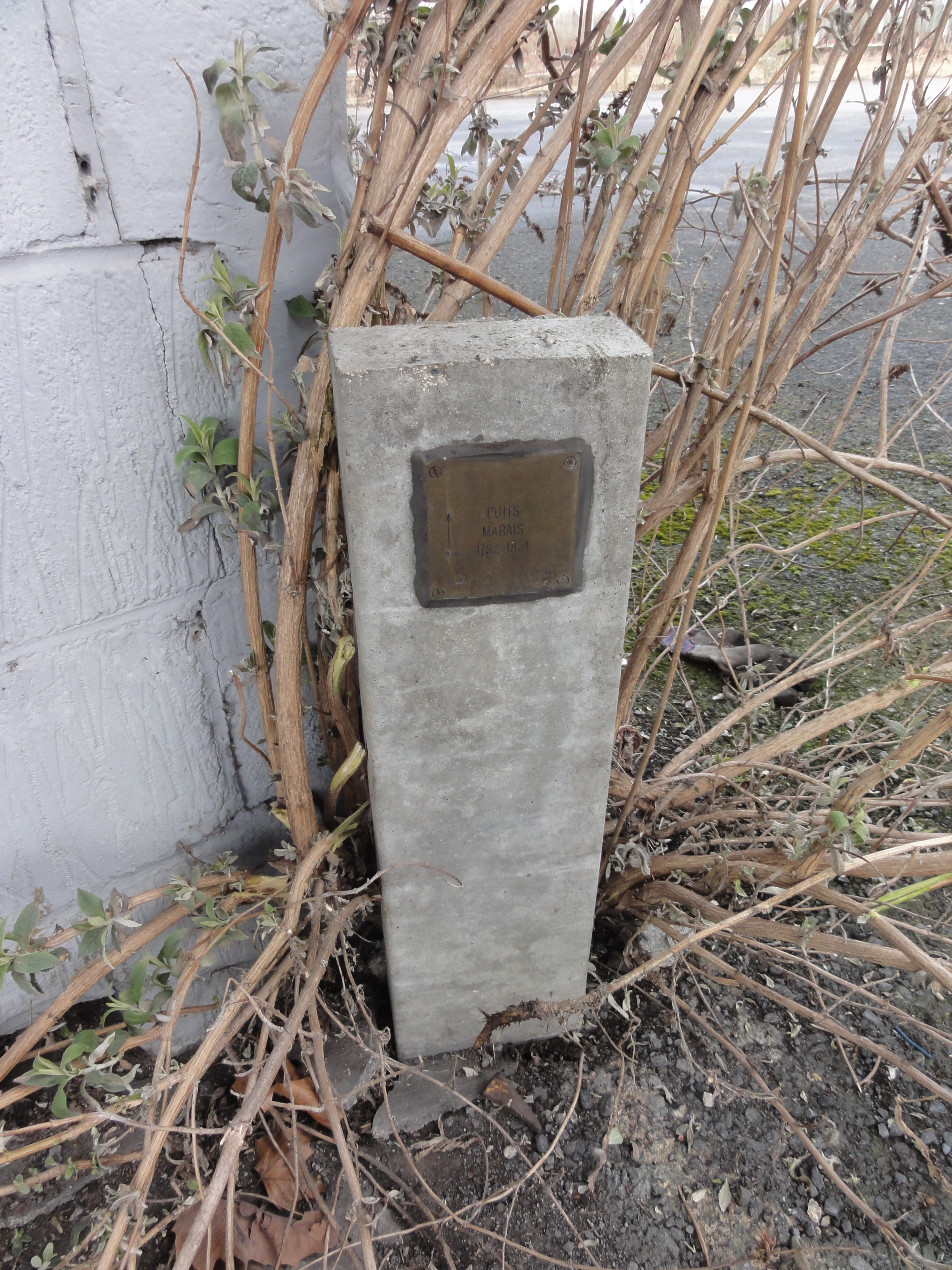
La borne de présence du puits de la fosse du Marais.
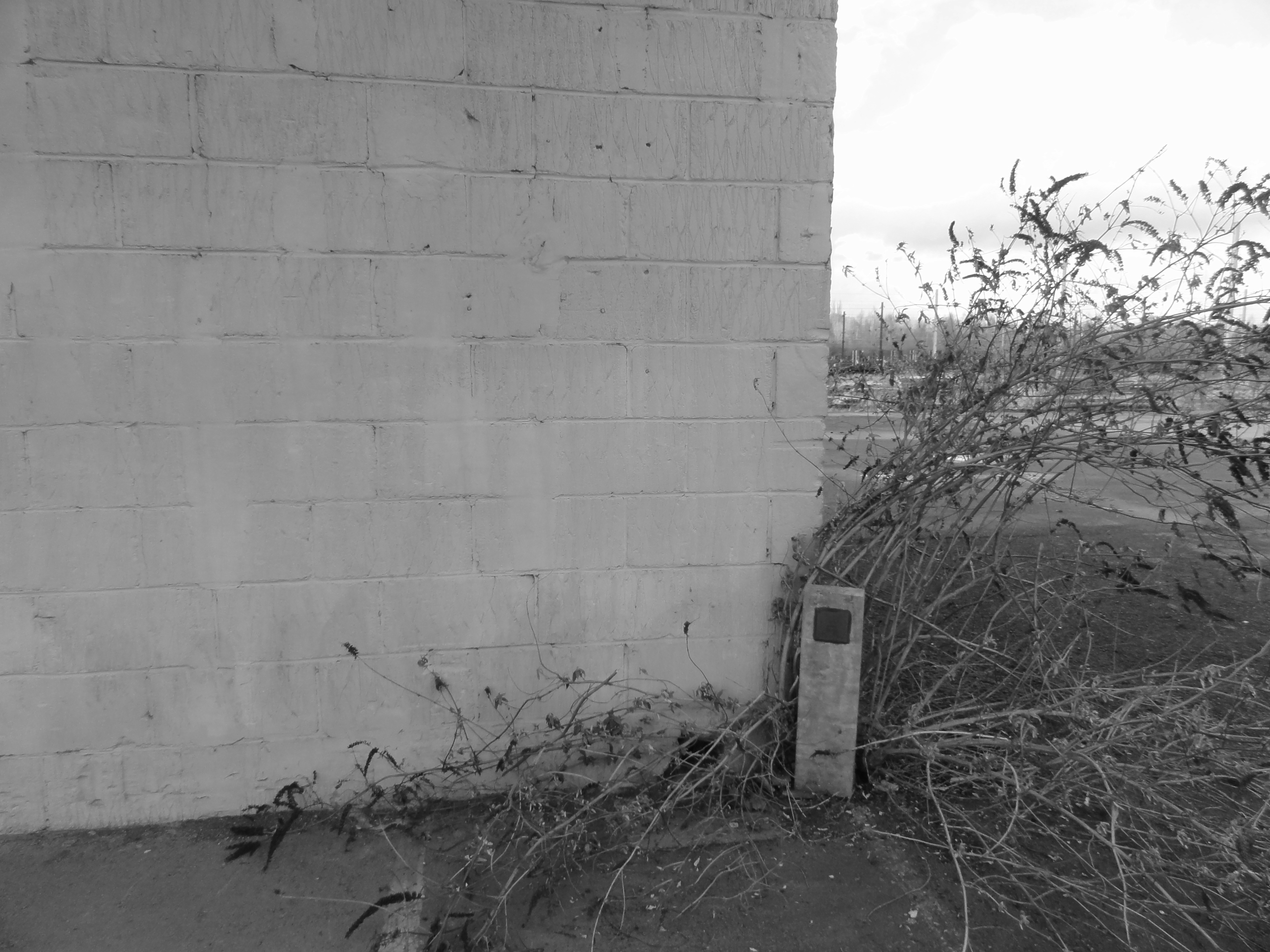
La borne dans son environnement.
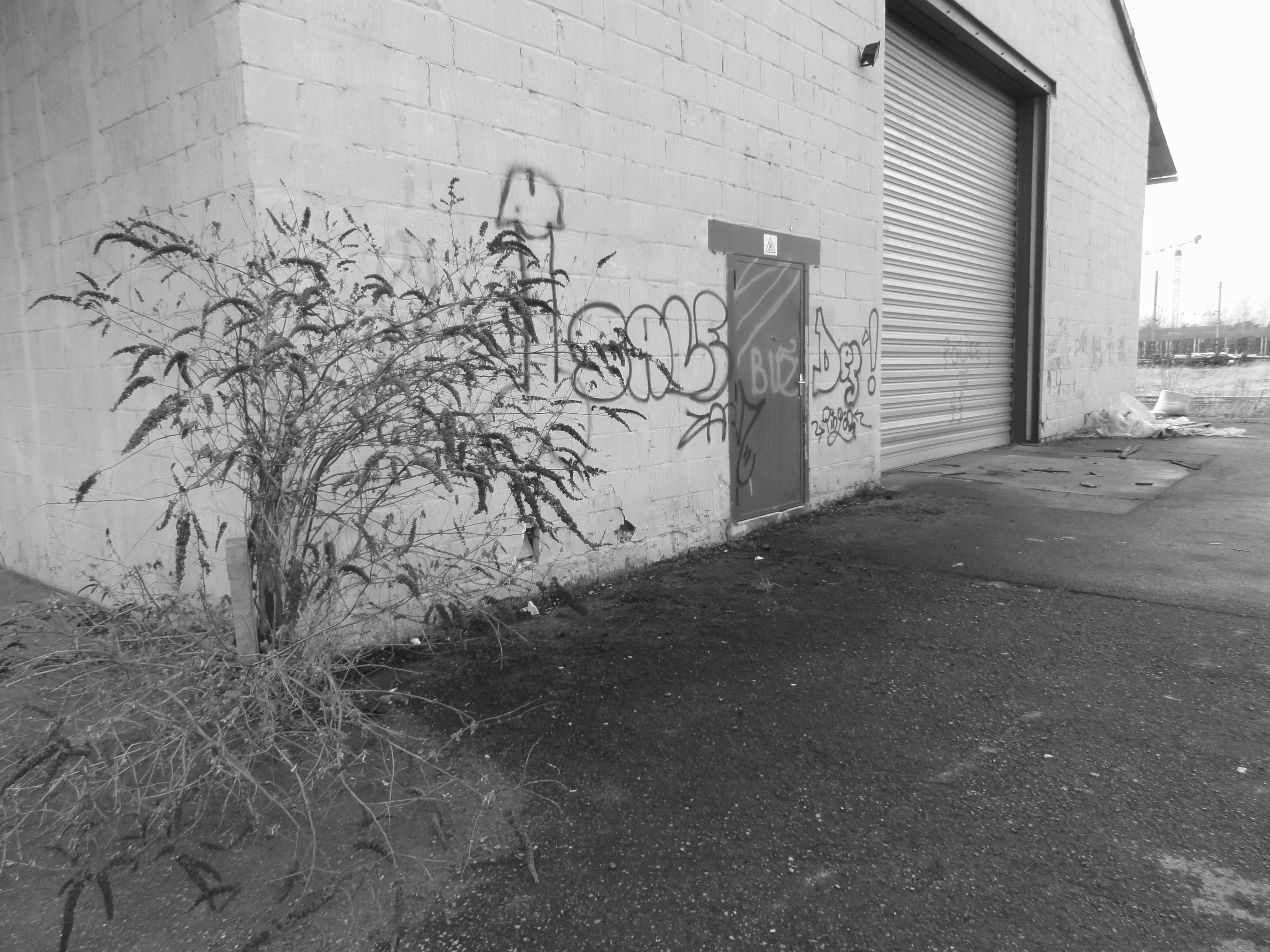
Le carreau de fosse en mars 2013.